# Reni (huyện)
Huyện Reni (tiếng Ukraina: Ренійський район, chuyển tự: Renis’kyi raion) là một huyện của tỉnh Odessa thuộc Ukraina. Huyện Reni có diện tích 861 kilômét vuông, dân số theo điều tra dân số ngày 5 tháng 12 năm 2001 là 39903 người với mật độ 46 người/km2. Trung tâm huyện nằm ở Reni.